# 大湯川
大湯川（おおゆがわ）は、秋田県鹿角市を流れる米代川水系米代川支流の河川である。

## 地理
秋田県鹿角市北東の十和利山などの十和田山地に源を発して南西へ流れ、鹿角市十和田錦木（古川）地区で米代川に合流する。

### 支流
- 小坂川

## 観光
大湯川の流域には国特別史跡大湯環状列石、錦木塚、大湯温泉郷などがあり、同水系には、数多くの滝や水力発電所がある。
大湯川の上流域には、大平・熊取平・田代平などの広大な農地や牧場が広がり、また数基の風力発電所も見られ、さらに上流へ向かうと、十和田八幡平国立公園の十和田湖地区に至る。

## ギャラリー

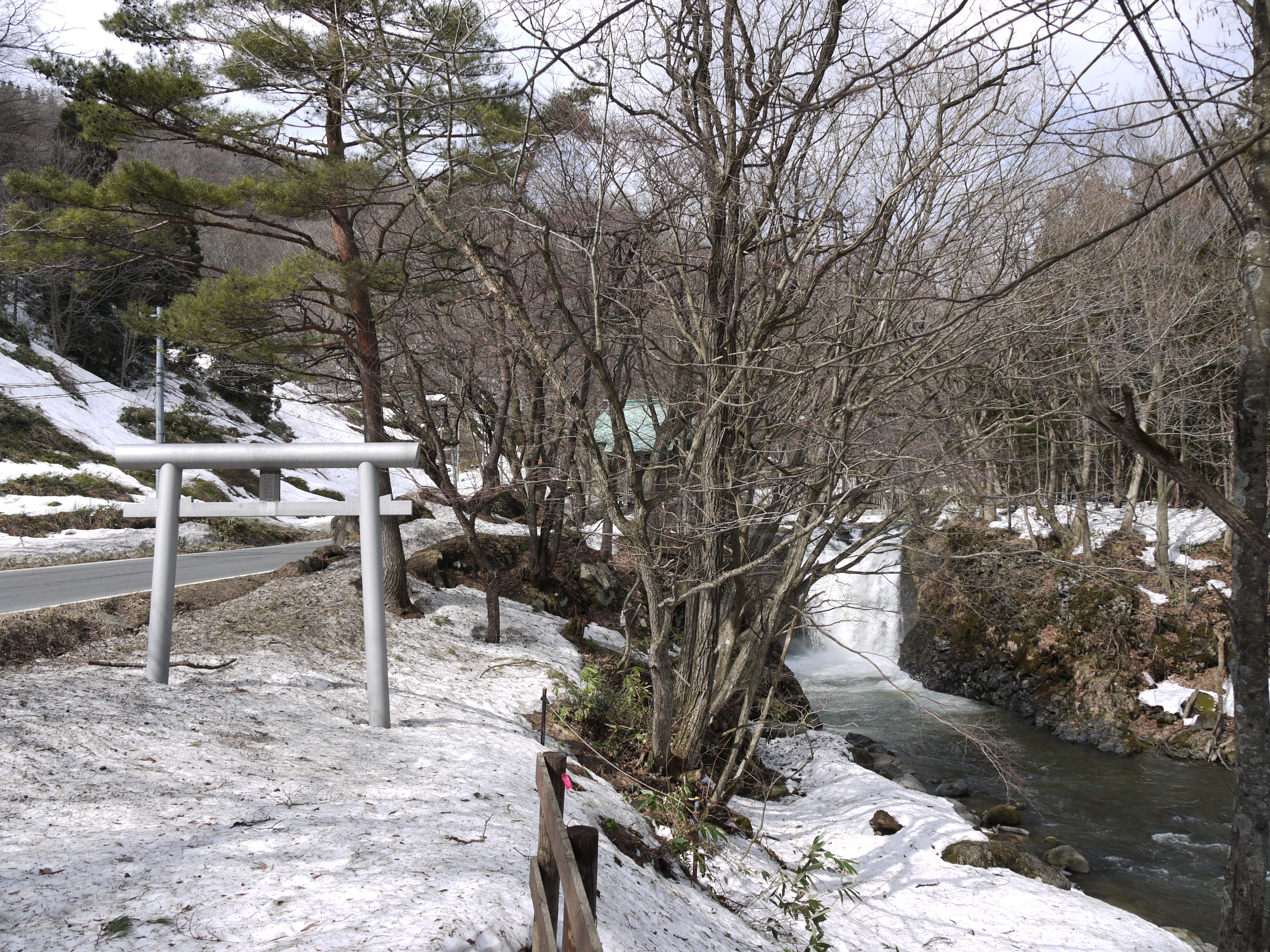
止滝 大湯川上流にある滝の一つ
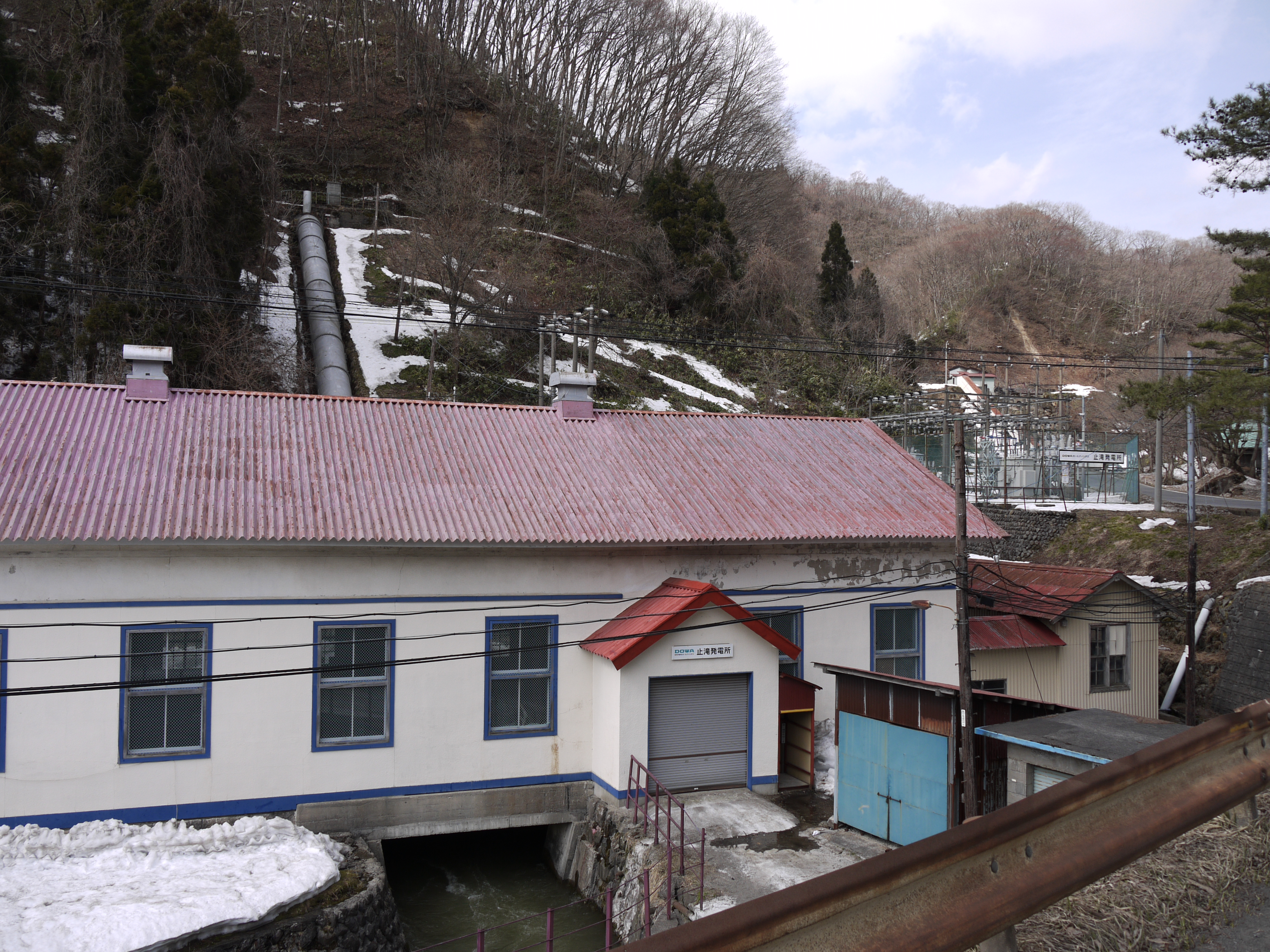
止滝(第二)発電所 大湯川の水を使う水力発電所で、小坂鉱山で使う電力を発電するため明治35年に設置された。